# Rudolf Münsterberg
Rudolf Münsterberg (* 5. Mai 1864 in Wien; † 31. Dezember 1926 ebenda) war ein österreichischer Numismatiker.

## Leben
Rudolf Münsterberg besuchte das Gymnasium in Wien und Zürich und studierte anschließend an der Universität Zürich und der Universität Wien. 1888 legte er in Zürich die Diplomprüfung für das höhere Lehramt in Klassischer Philologie ab. 1890 wurde er an der Universität Zürich bei Hugo Blümner promoviert. Er war zunächst als Sekretär bei Theodor Gomperz tätig, bevor er als Gymnasiallehrer für Latein, Griechisch und Deutsch von 1896 bis 1899 am Gymnasium in Troppau, von 1899 bis 1900 am Gymnasium in Teschen unterrichtete. 1902 wurde er Kustos der antiken Münzen an der Münzen- und Medaillensammlung am Kunsthistorischen Museum in Wien, von 1916 bis 1926 war er Direktor der Abteilung für antike Münzen („Antikes Münzkabinett“).
Begraben wurde er auf dem Gersthofer Friedhof, Gruppe 1, Reihe 7, Nr. 39.

## Schriften (Auswahl)
- Zu den spartanischen Dioskurenreliefs. Dissertation Zürich 1890 (Digitalisat).
- Die Beamtennamen auf griechischen Münzen. In: Numismatische Zeitschrift Bd. 44, 1911, 69–132; 45, 1912, 1–111; 47, 1914, 1–98; 60, 1927, 42–104 (nachgedruckt in einem Band Olms, Hildesheim 1973, 1985; Digitale Fassung).